# جون ماهر
جون ماهر (بالإنجليزية: John Maher)‏ هو طبال بريطاني، ولد في 21 أبريل 1960.

## وصلات خارجية
- جون ماهر على موقع IMDb (الإنجليزية)
- جون ماهر على موقع ميوزك برينز (الإنجليزية)
- جون ماهر على موقع ديسكوغز (الإنجليزية)